# Zanthoxylum parvifoliolum
Zanthoxylum parvifoliolum är en vinruteväxtart som först beskrevs av Ronald William John Keay, och fick sitt nu gällande namn av W.D.Hawth.. Zanthoxylum parvifoliolum ingår i släktet Zanthoxylum och familjen vinruteväxter. Inga underarter finns listade i Catalogue of Life.